# Treball fix
El treball fix és la feina de caràcter estructural duta a terme per les persones treballadores que compten amb un contracte, o nomenament, de treball de caràcter indefinit.